# Menaggio
Menaggio é uma comuna italiana da região da Lombardia, província de Como, com cerca de 3.129 habitantes. Localiza-se a oeste a beira do Lago de Como perto da divisa com a Suíça e do Lago de Lugano.

## Geografia
Menaggio estende-se por uma área de 13 km², tendo uma densidade populacional de
241 hab/km². Faz fronteira com Grandola ed Uniti, Griante, Perledo (LC), Plesio, San Siro, Tremezzo, Varenna (LC).
A comuna localiza-se ao oeste às margens do Lago de Como perto da foz do rio Sanagra na região Lario Occídentale. Ao oeste do centro encontra-se o Valle Menaggio, pelo qual passa a estrada estadual SS 340, ligando a cidade Lugano na Suíça à Província de Como. Uma balsa (Imbarcadero) liga Menaggio a Varenna e Bellagio.
O Monte Grona com 1.736 m de altura situa-se ao noroeste de Menaggio.

## Demografia
| Variação demográfica do município entre 1861 e 2011                               |
|                                                                                   |
| Fonte: Istituto Nazionale di Statistica (ISTAT) - Elaboração gráfica da Wikipedia |

## Turismo

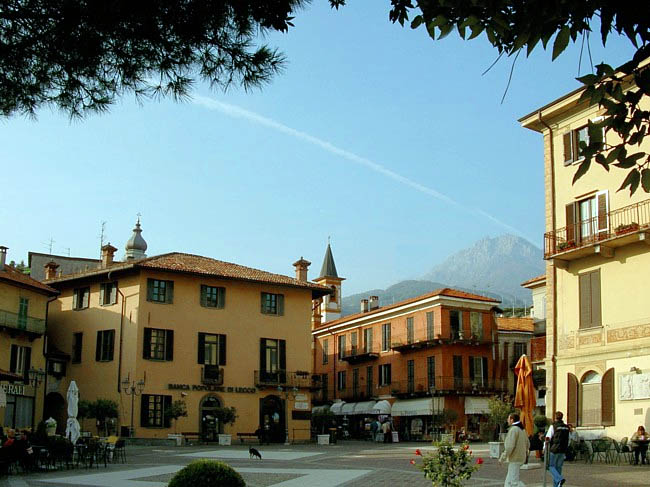
Praça Garibaldi.

Menaggio possui um passeio público à beira do lago e ao norte localiza-se um Minigolf, além da praia pública Lido Giardino. A cidade aínda possui um centro antigo intácto, cujas casas de pedra foram construídas em volta do muro do Castelo de Menaggio.
O local central da cidade é a Piazza Garibaldi, situada entre o lago e a Igreja Santo Estêvão.
No bairro Loveno, situado na região montanhosa acima de Menaggio, encontra-se na Vila Vigoni um Centro Cultural Teuto-Italiano mantido tanto pelo governo da Itália como o da Alemanha.
Existem dois refúgios para alpinistas interessados em escalar o Monte Grona situado ao noroeste de Menaggio. Ambos podem ser acessados através do vilarejo montanhês Breglia. Depois de uma escalada de duas horas chega-se ao Refúgio Menaggio situado a 1.383 m de altura na Alta Via dei Monti Lariani. O Refúgio Sommafiume, de acesso dificultoso, após uma caminhada de oito horas, localiza-se na Alta Via a 1.786 m de altura.

## Literatura
- Fohrer, Eberhard. Oberitalienische Seen. Erlangen: Michael-Müller-Verlag, 2ª edição, 2005, pág. 199-201, ISBN 3-89953-230-9
- Guia „Varenna Tourist Card“, editado por: Associazione Operatori Turistici di Varenna, Regione Lombardia, 2007, Ass. Operatori Turistici Varenna